# Lutz Herkenrath

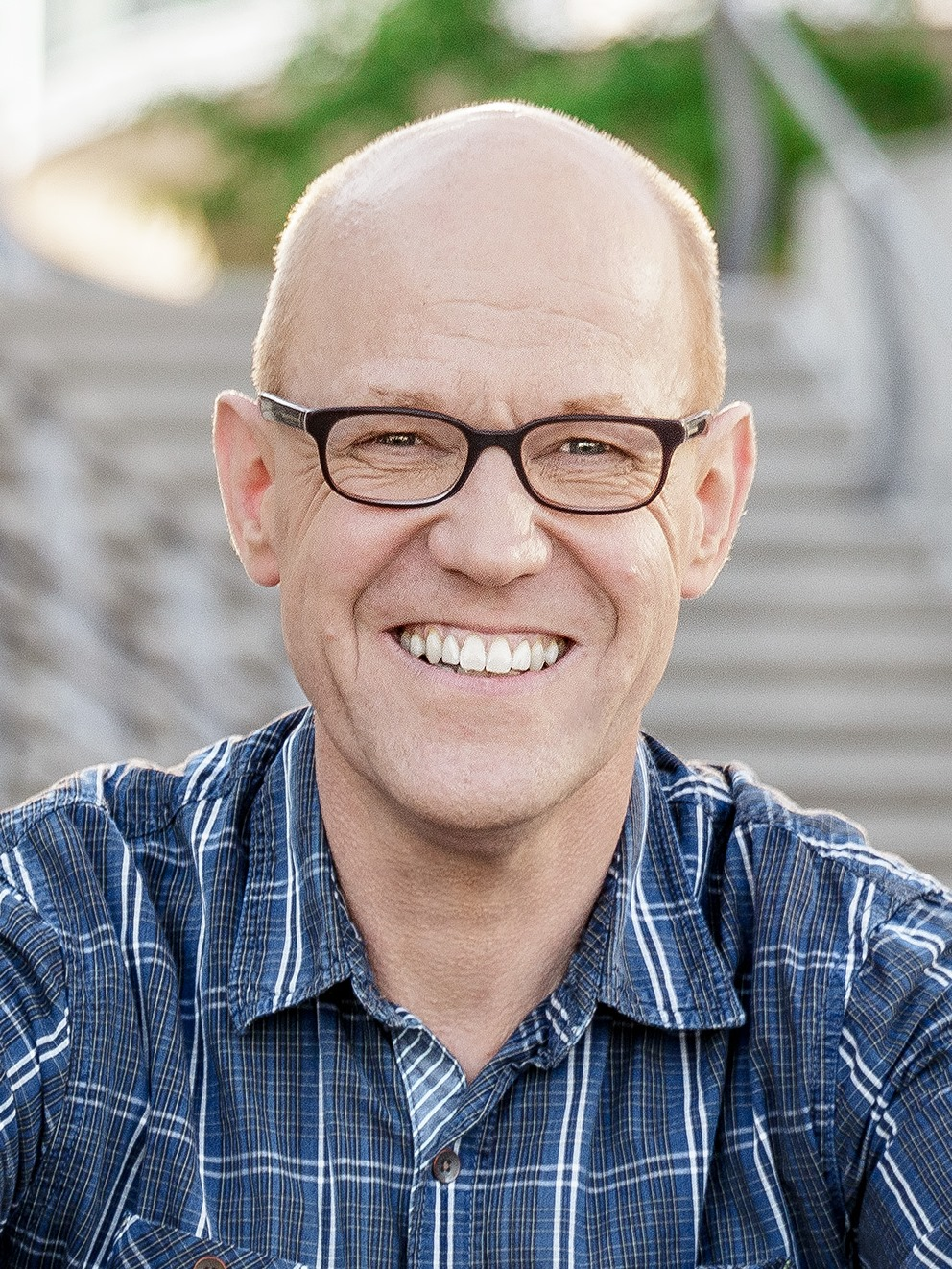
Lutz Herkenrath (2016)

Lutz Herkenrath (* 23. Februar 1960 in Hannover) ist ein deutscher Schauspieler und Autor.

## Leben  und Werdegang
Herkenrath machte 1980 in Bad Segeberg sein Abitur. Von 1982 bis 1985 besuchte er die Schauspielschule in München. Von 1985 bis 1992 spielte Herkenrath in festen Theaterengagements am Rheinischen Landestheater in Neuss, an den Städtischen Bühnen Münster und am Stadttheater in Bremen. Seitdem ist er freiberuflich tätig, hauptsächlich für Film und Fernsehen.
Sein erster großer Erfolg war die Rolle des Florian Völkel in der Serie Sonntag & Partner, die 1993 und 1994 auf RTL lief. Besonders bekannt wurde Lutz Herkenrath mit seiner Rolle als unsympathischer Supermarkt-Chef Achim Schumann in der Serie Ritas Welt mit Gaby Köster in der Hauptrolle, in der er in allen Folgen vertreten ist.
Seit 1993 wohnt er in Hamburg, wo er am Theater im Zimmer, dem Ernst Deutsch Theater, der Komödie Winterhuder Fährhaus, dem Theater Kontraste und den Hamburger Kammerspielen als Gast gearbeitet hat.
Sein erstes Buch Böse Mädchen kommen in die Chefetage – Strategien für mehr Durchsetzungsstärke erschien 2012 im Ariston-Verlag, weitere Veröffentlichungen in dem von ihm gegründeten Rutschbahn Verlag Hamburg. Darüber hinaus ist er auch als Coach aktiv.

## Filmografie (Auswahl)

### Kinofilme
- 1992: Herr Ober!
- 1996: Beim nächsten Kuß knall’ ich ihn nieder
- 2001: Planet der Kannibalen
- 2004: Metallic Blues
- 2006: Dresden
- 2007: Free Rainer – Dein Fernseher lügt

### Fernsehfilme
- 1988: Eurocops (Fernsehserie, 2 Folgen)
- 1993–1998: Evelyn Hamanns Geschichten aus dem Leben (Fernsehserie, verschiedene Rollen, 5 Folgen)
- 1994: Sonntag & Partner
- 1995: Ach du Fröhliche
- 1995: Risiko Null – Der Tod steht auf dem Speiseplan
- 1996: Neues vom Süderhof (Fernsehserie, Folge Die Mutprobe)
- 1997: Freunde wie wir (Fernsehserie, 13 Folgen)
- 1997: Die Nacht der Nächte – School’s out
- 1997–1998: Mama ist unmöglich (Fernsehserie, 3 Folgen)
- 1997–2010: Alarm für Cobra 11 – Die Autobahnpolizei (Fernsehserie, verschiedene Rollen, 4 Folgen)
- 1998: Polizeiruf 110: Hetzjagd (Fernsehreihe)
- 1998: Eine Sünde zuviel
- 1998: HeliCops – Einsatz über Berlin (Fernsehserie, Folge Projekt Brainstorm)
- 1998, 2004: Die Kinder vom Alstertal (Fernsehserie, 4 Folgen)
- 1998–1999: Das Amt (Fernsehserie, 5 Folgen)
- 1999: SK-Babies (Fernsehserie, Folge Doppeltes Lottchen)
- 1999: Anwalt Abel: In tödlicher Gefahr (Fernsehreihe)
- 1999: Tatort: Bienzle und der Zuckerbäcker (Fernsehreihe)
- 1999–2003: Ritas Welt (Fernsehserie, 68 Folgen)
- 2001: Der Schuss
- 2002: Ein starkes Team: Der Mann, den ich hasse (Fernsehreihe)
- 2003: Edel und Starck (Fernsehserie, Folge Eine fast perfekte Ehe)
- 2003: SOKO Leipzig (Fernsehserie, Folge Die blinde Zeugin)
- 2003: SK Kölsch (Fernsehserie, Folge CSD)
- 2004: Crazy Race 2 – Warum die Mauer wirklich fiel
- 2005: Urmel aus dem Eis
- 2005: Kanzleramt (Fernsehserie, Folge Blauer Dunst)
- 2005, 2011: Großstadtrevier (Fernsehserie, verschiedene Rollen, 2 Folgen)
- 2006: Papa Bulle (Fernsehserie, 2 Folgen)
- 2006: Zwei Engel für Amor (Fernsehserie, 16 Folgen)
- 2006: Die Kinder der Flucht (Fernsehdreiteiler)
- 2006, 2010: SOKO Köln (Fernsehserie, verschiedene Rollen, 2 Folgen)
- 2007: Da kommt Kalle (Fernsehserie, Folge Werbestar Kalle)
- 2008: Juli mit Delphin
- 2008: Liebe im Halteverbot
- 2010–2017: SOKO Köln (Fernsehserie, verschiedene Rollen, 3 Folgen)
- 2011: Tatort: Schwarze Tiger, weiße Löwen
- 2011, 2014: SOKO Wismar (Fernsehserie, verschiedene Rollen, 2 Folgen)
- 2012: Notruf Hafenkante (Fernsehserie, Folge Es grünt so grün)
- 2016: Nord Nord Mord – Clüver und der tote Koch (Fernsehreihe)
- 2017: Matula
- 2019: Beck is back! (Fernsehserie, 3 Folgen)

## Theaterstücke (Auswahl)
- 1985: Rattenjagd (P. Turrini) (Rheinisches Landestheater Neuss, Regie Andreas v. Studnitz)
- 1986: Vorsicht, Trinkwasser! (W.Allen) (Städt. Bühnen Münster, Regie Johannes Kaetzler)
- 1989: Der nackte Wahnsinn (M. Frayn) (Bremer Theater, Dietrich von Oertzen)
- 1989: Was ihr wollt (W. Shakespeare) (Bremer Theater, Regie András Fricsay)
- 1991: Mütter und Söhne (J. Tomeo) (Bremer Theater, Regie Axel Richter)
- 1991: Der zerbrochne Krug (H. v. Kleist) (Bremer Theater, Urs Schaub)
- 1992: Bunbury (O. Wilde) (Bremer Theater, Regie Andreas v. Studnitz)
- 1995: Blick zurück im Zorn (J. Osborne) (Theater im Zimmer, Regie Christoph Roethel)
- 1996: Clavigo (J.W.v.Goethe) (Theater im Zimmer, Regie Ina-Kathrin Korff)
- 2001: Besuch bei Mr. Green (J. Baron) (Ernst Deutsch Theater, Regie Helmut Polixa)
- 2001: Außer Kontrolle (R. Cooney) (Ernst Deutsch Theater, Regie Kai-Uwe Holsten)
- 2001: Erste Liebe (S. Beckett) (Theater im Zimmer, Regie Erik Schäffler)
- 2001: Arsen und Spitzenhäubchen (Komödie Winterhuder Fährhaus, Regie Christoph Roethel)
- 2003: Urteil von Nürnberg (Ernst Deutsch Theater, Regie Johannes Kaetzler)
- 2006: Der Krawattenclub (Komödie Winterhuder Fährhaus, Regie Hartmut Uhlemann)[4]
- 2010: Belvedere (Theater Kontraste, Regie Hartmut Uhlemann)[5]

## Hörspiele (Auswahl)
- Pompeji (Hörverlag)
- Die drei Fragezeichen Kids (Europa)
- Graf Dracula Folge 1–6 (WDR)
- Gefangen im Packeis (NDR)
- Clever & Smart (Conpart Verlag)
- Singapure Sling Folge 1–13 (RB)
- Thomas und seine Freunde Folge 1–3 (Europa)
- Madame Ka (SR/RB)
- Unsere Freunde, die Menschen (WDR)
- Tod der Maulwürfe (NDR)
- Die Zugmaus (NDR)
- Darmstadt, wir haben ein Problem (WDR)
- Tod im Skriptorium (WDR)
- Das Gelübde (NDR)
- Das Experiment (NDR)
- Mord auf der Klappe I & II (NDR)
- Der Mann im Heu (WDR)
- Gyges und Kandaules (BR)
- Graf Maluco I & II (WDR)
- Das Labyrinth der Geister (SWR)
- Graumann im Lande S.W.I.F.T. (WDR)
- Tod in der fünften Position (WDR)
- Der Graf von Monte Cristo (MDR)
- Das Geheimnis des Lehrers Frosch (NDR)
- Paula & Co (NDR)
- Derricks letzter Fall (RB)
- 1998: Michael Kölmeier: Mein privates Glück – Regie: Robert Matejka (Hörspiel – NDR/DLR Berlin/ORF)
- 2006: Friedrich Christian Delius: Die Minute mit Paul McCartney – Regie: Christiane Ohaus (Hörspiel – RB/WDR)
- 2008: Elke Suhr: Hoffentlich wirst Du von Gottes Hand beschützt – Regie: Hermann Theißen (Feature – NDR/DLF)

## Auszeichnungen
- 2006: Rolf-Mares-Preis der Hamburger Theater für besondere Leistungen als Schauspieler in dem Stück Der Krawattenclub in der Inszenierung der Komödie Winterhuder Fährhaus

## Veröffentlichung
- Lutz Herkenrath: Böse Mädchen kommen in die Chefetage. Strategien für mehr Durchsetzungsvermögen. Ariston Verlag, München 2012, ISBN 978-3-424-20065-2 (Hörbuch (978-3-9816189-8-3) und E-Book (978-3-9816189-4-5)).
- Lutz Herkenrath: Ich bin. Also wirke ich. Ausstrahlung macht Sie unwiderstehlich! Rutschbahn Verlag, Hamburg 2014, ISBN 978-3-9816189-0-7.
- Lutz Herkenrath: WIRKEN kommt vom Selbst Ein Praxishandbuch für Ihren Auftritt. 1. Auflage. Rutschbahn Verlag, Hamburg 2019, ISBN 978-3-9816189-3-8.